# Championnat de Bonaire de football 2016-2017
Navigation
Saison précédente Saison suivante
La saison 2016-2017 du Championnat de Bonaire de football est la cinquième édition du Kampionato, le championnat de première division à Bonaire. Les neuf équipes de l'île sont regroupées au sein d’une poule unique où elles s’affrontent au cours de plusieurs phases, avec des qualifications successives, jusqu'à la finale nationale. Du fait du faible nombre de formations, il n'y a qu'une seule division et aucun système de promotion-relégation en fin de saison.
C'est le Real Rincon qui est sacré cette saison après avoir battu le SV Juventus en finale. Il s’agit du dixième titre de champion de Bonaire de l’histoire du club.

## Les clubs participants
- SV Juventus
- Real Rincon
- SV Uruguay
- SV Estrellas
- SV Vespo
- Atlétiko Flamingo
- SV Vitesse
- Atlétiko Terra Kora
- Arriba Perú

## Compétition
Le barème utilisé pour établir le classement est le suivant :
- Victoire : 3 points
- Match nul : 1 point
- Défaite : 0 point

### Saison régulière
| Rang | Équipe             | Pts | J  | G  | N | P  | Bp | Bc | Diff |
| ---- | ------------------ | --- | -- | -- | - | -- | -- | -- | ---- |
| 1    | SV Vespo           | 39  | 16 | 12 | 3 | 1  | 39 | 15 | +24  |
| 2    | SV Juventus        | 26  | 16 | 7  | 5 | 4  | 24 | 13 | +11  |
| 3    | SV Uruguay         | 25  | 16 | 6  | 7 | 3  | 30 | 27 | +3   |
| 4    | SV Vitesse         | 24  | 16 | 7  | 3 | 6  | 28 | 27 | +1   |
| 5    | Real Rincon        | 23  | 16 | 7  | 2 | 7  | 35 | 31 | +4   |
| 6    | Atlétiko FlamingoT | 23  | 16 | 6  | 5 | 5  | 28 | 26 | +2   |
| 7    | Atlétiko Tera Kora | 16  | 16 | 4  | 4 | 8  | 21 | 31 | -10  |
| 8    | SV Estrellas       | 13  | 16 | 3  | 4 | 9  | 13 | 27 | -14  |
| 9    | ASCD Arriba Perú   | 8   | 16 | 1  | 5 | 10 | 15 | 36 | -21  |

|  | Qualification pour le Buelta di 6 |
|  | T : Tenant du titre               |

### Buelta di 6
| Rang | Équipe             | Pts | J | G | N | P | Bp | Bc | Diff |
| ---- | ------------------ | --- | - | - | - | - | -- | -- | ---- |
| 1    | SV Juventus        | 8   | 5 | 2 | 2 | 1 | 10 | 9  | +1   |
| 2    | SV Uruguay         | 8   | 5 | 2 | 2 | 1 | 9  | 8  | +1   |
| 3    | SV Vespo           | 8   | 5 | 2 | 2 | 1 | 8  | 7  | +1   |
| 4    | Real Rincon        | 7   | 5 | 2 | 1 | 2 | 10 | 7  | +3   |
| 5    | Atlétiko FlamingoT | 5   | 5 | 1 | 2 | 2 | 8  | 10 | -2   |
| 6    | SV Vitesse         | 4   | 5 | 1 | 1 | 3 | 5  | 9  | -4   |

|  | Qualification pour le Buelta di 4 |
|  | T : Tenant du titre               |

### Buelta di 4
| Rang | Équipe      | Pts | J | G | N | P | Bp | Bc | Diff |  | Résultats (▼ dom., ► ext.) | Rea | Juv | Ves | Uru |
| ---- | ----------- | --- | - | - | - | - | -- | -- | ---- |  | -------------------------- | --- | --- | --- | --- |
| 1    | Real Rincon | 9   | 3 | 3 | 0 | 0 | 10 | 6  | +4   |  | Real Rincon                |     | 2-1 | 4-3 | 4-2 |
| 2    | SV Juventus | 6   | 3 | 2 | 0 | 1 | 10 | 4  | +6   |  | SV Juventus                |     |     | 4-0 | 5-2 |
| 3    | SV Vespo    | 3   | 3 | 1 | 0 | 2 | 6  | 8  | -2   |  | SV Vespo                   |     |     |     | 3-0 |
| 4    | SV Uruguay  | 0   | 3 | 0 | 0 | 3 | 4  | 12 | -8   |  | SV Uruguay                 |     |     |     |     |

|  | Qualification pour la finale nationale |

### Finale nationale
| 1er septembre 2017 | Real Rincon                | 2 - 0 | SV Juventus |  |
|                    | Seinpaal 78e · Frans 90+1e |       |             |  |

## Bilan de la saison
| Championnat de Bonaire de football 2016-2017 |                         |
| Champion                                     | Real Rincon (10e titre) |
| Qualifications continentales                 |                         |
| CFU Club Championship 2018                   | Real Rincon             |
| Promotions et relégations                    |                         |
| Promus en Kampionato                         | Aucun                   |
| Relégués                                     | Aucun                   |